# Eucereon formosum
Eucereon formosum är en fjärilsart som beskrevs av Paul Dognin 1905. Eucereon formosum ingår i släktet Eucereon och familjen björnspinnare. Inga underarter finns listade i Catalogue of Life.